# Мови Беніну

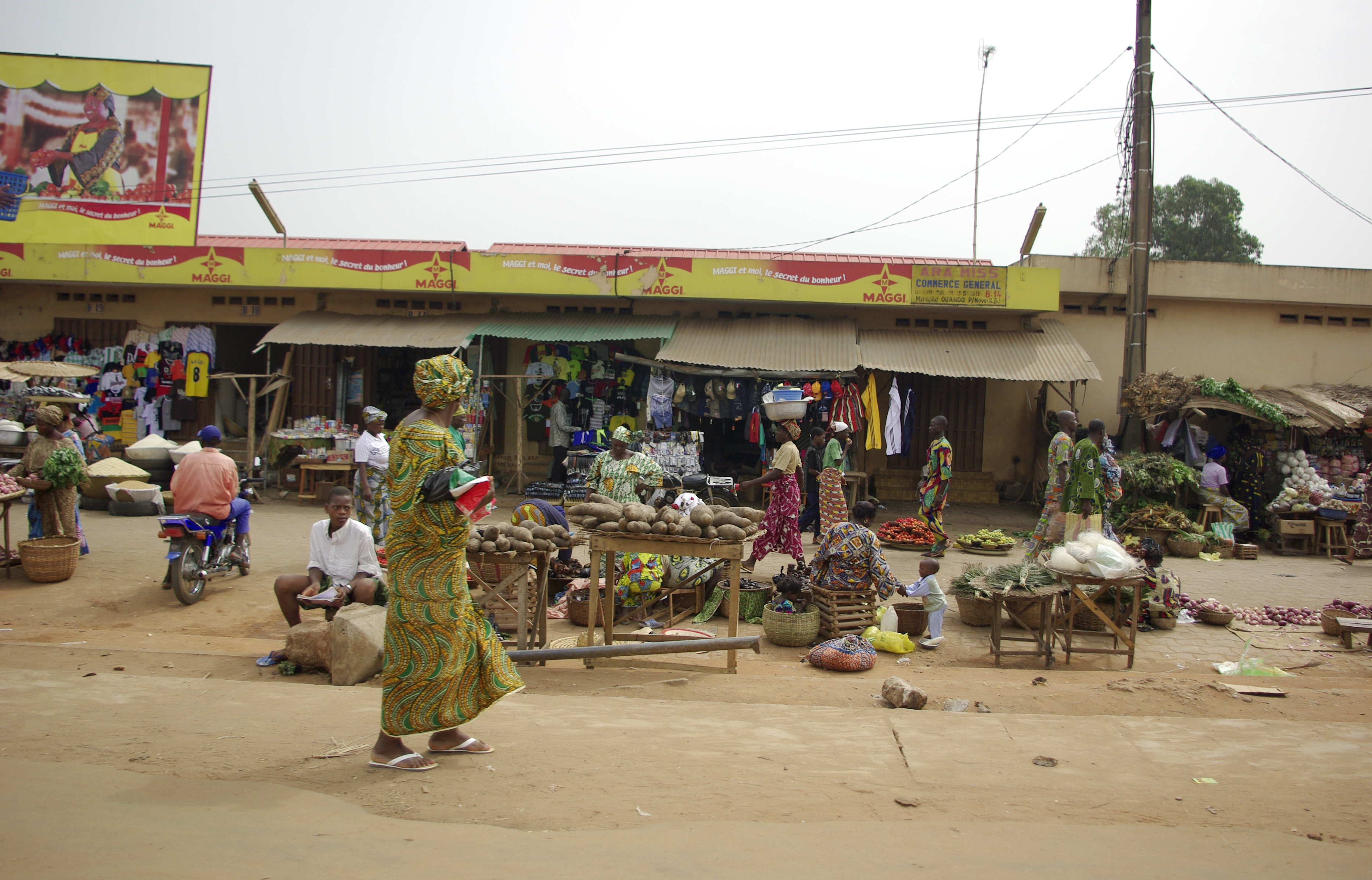
Плакати на вулицях Беніну

У Беніні говорять на 54 мовах. З них французька мова є офіційною, а всі мови корінних народів вважаються національними мовами. З бенінських мов, фон (гбе) і йоруба є найважливішими на півдні країни. На крайній півночі, принаймні, є 6 мов корінних народів, зокрема, баатонумі фула.
Французьку було введено за колоніальних часів, але вона збереглася як офіційна після здобуття незалежності. В освіті для глухих використовується американська жестова мова, введена глухонімим американським місіонером Ендрю Фостером.
Багатомовний тип суспільства Беніну характеризується кількістю мов, етно-мовним розмаїттям, багато бенінців є поліглотами.